# Mopedautó
A mopedautó egy autóra emlékeztető, Magyarországon négykerekű segédmotoros kerékpárnak minősülő gépjármű-szerű jármű, típus szerint könnyű (L6e) vagy nehéz (L7e) besorolású. Alapvetően személyszállításra való, de teherszállító változata is létezik. Több országban, akárcsak Magyarországon úgynevezett „AM” kategóriás jogosítvánnyal már 14 éves kortól vezethető, itthon csak 350 kg alatt, afelett már „B” kategóriás jogosítvány kell hozzá. A hatályos KRESZ szerint a mopedautó, mint segédmotoros kerékpár nem számít gépjárműnek, ugyanakkor számos gépjárműveknél megszokott feltételnek meg kell felelniük.

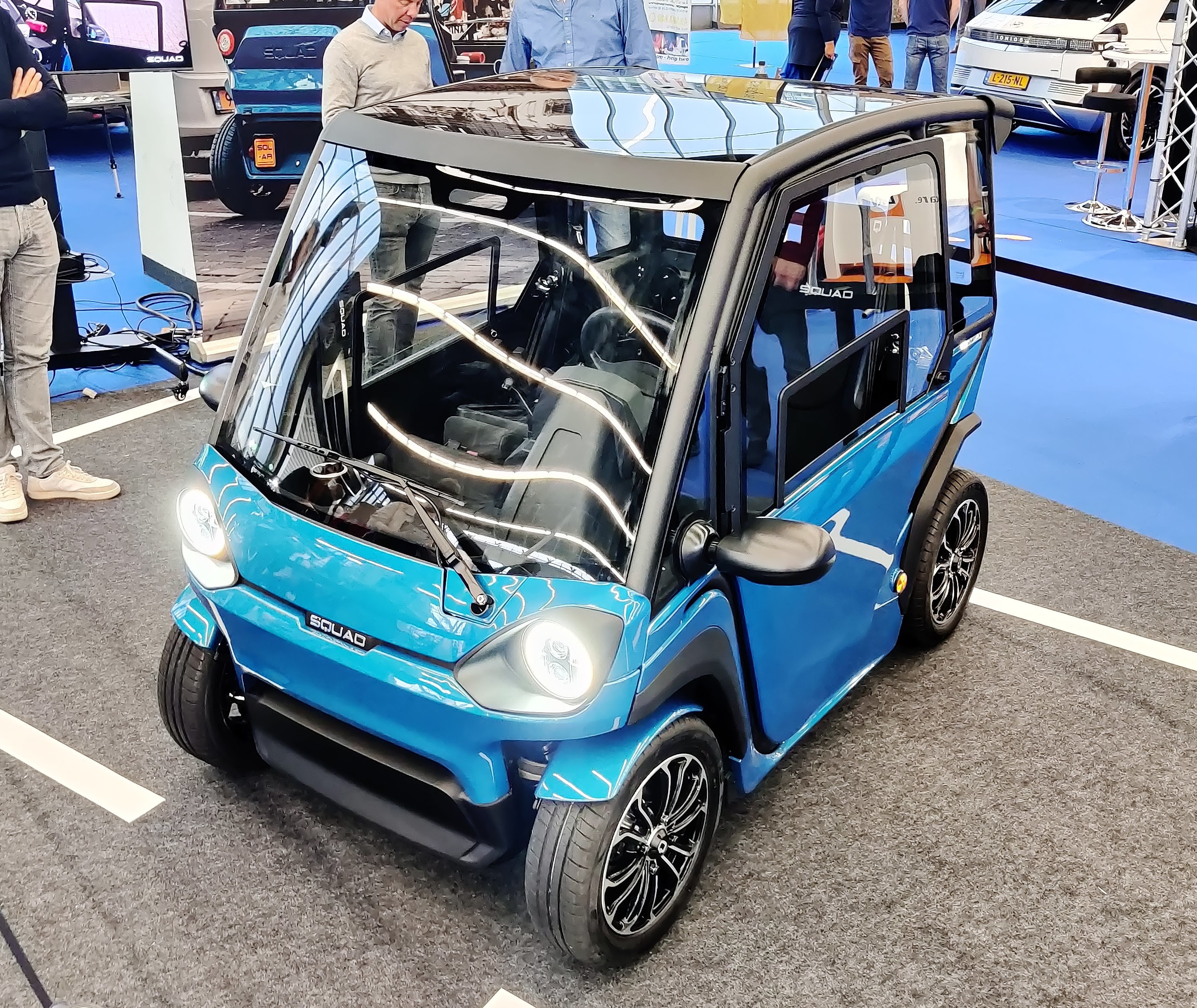
Squad Solar

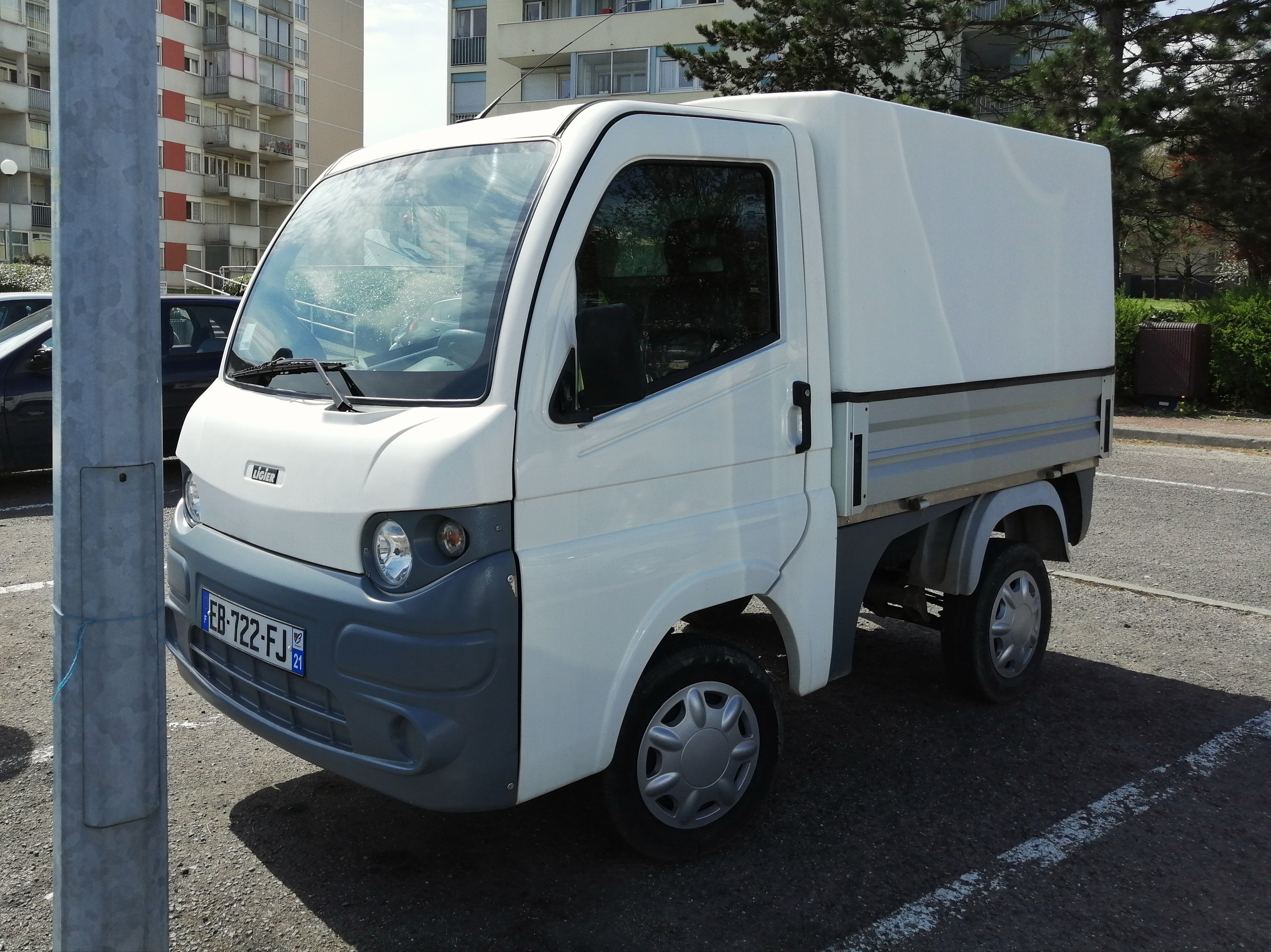
Ligier Xpro, egy példa az áruszállító mopedautóra

## Előzmények
Kisebb autók, törpeautók korábban is készültek, sőt Magyarországon az '50-es években saját törpeautó-program is létezett, de kifejezetten velük kapcsolatos szabályozás először csak 1992-ben született, ami a mopedekből továbbfejlesztett járművekről rendelkezett. Az Európai Unió  2002-ben hozott szabályozása határozta meg a mopedautók műszaki paramétereit, valamint itt sorolta azokat L6e és L7e kategóriákba. Az Unió 2006-ban rendelkezett arról, hogy fiatalkorúak könnyített feltételekkel vezethessenek ilyen járműveket.

## Műszaki paraméterek
A könnyű mopedautó max 425 kg – akku nélkül, ha elektromos jármű –, tervezett sebessége legfeljebb 45 km/h, egy vagy két személy szállítására alkalmas, aminek benzinmotor esetén a hengerűrtartalma maximum 50 cm³, a teljesítménye 6 kW lehet. A nehéz mopedautó max 450 kg, illetve teherszállító változatban max 600 kg – szintén akku nélkül –, tervezett sebessége legfeljebb 90 km/h, teljesítménye pedig legfeljebb 15 kW lehet. A mopedautók jellege és mérete miatt a baleseti biztonságuk meglehetősen alacsony.

## Magyarországon
A mopedautók leginkább Franciaországban és Ausztriában elterjedtek, ám a magyar járműgyártásban is voltak kísérletek mopedautók építésére. A legismertebb ilyen a Puli volt, amit a HÓDGÉP gyártott. A cél a nyugati piacra való betörés volt, de ez a gyenge minőség miatt nem sikerült. Utcai parkolás szempontjából a mopedautók és hasonló járművek helyzete a „szürkezónába” tartozik, azaz nincs egységes szabályozás rá, leszámítva, hogy mint segédmotoros kerékpár általánosságban nem tartozik a parkolási díjfizetés hatálya alá, ugyanakkor helyi önkormányzati rendeletben ez változhat.
2003-ban Bander Ferenc kezdett bele a mopedautók nagyobb volumenű értékesítésébe, de azzal szembesült, hogy az akkori rendezetlen, alkalmanként önkényes jogszabályértelmezési viszonyok miatt ő és a vásárlói is éveken át rendszeres hatósági vegzálásnak voltak kitéve a járműveik miatt, miután a közlekedési hatóságok láthatóan indok nélkül húzodoztak a mopedautók legitim járműként történő elismerésétől. 2009. április 1-től lépett hatályba az a rendelkezés, amely szerint a 350 kg feletti mopedautók már több szempontból gépkocsinak minősülnek, és mopedautóra való rendszámot, kötelező felelősségbiztosítást, regisztrációs adót, valamint műszaki vizsgán kiállított műszaki adatlapot is igényelniük, illetve fizetniük kell. Az intézkedés felháborodást is kiváltott, főleg Bander részéről, mondván a megszaporodott adminisztráció és költségek, valamint az immár B-kategóriás jogosítvány szükségessége pont a mopedautók legnagyobb vásárlói, a fiatalok és idősek számára lehetetlenítik el a mopedautó fenntartását, az előírásokkal pedig szembe mennek az uniós normáknak.

## Külföldön

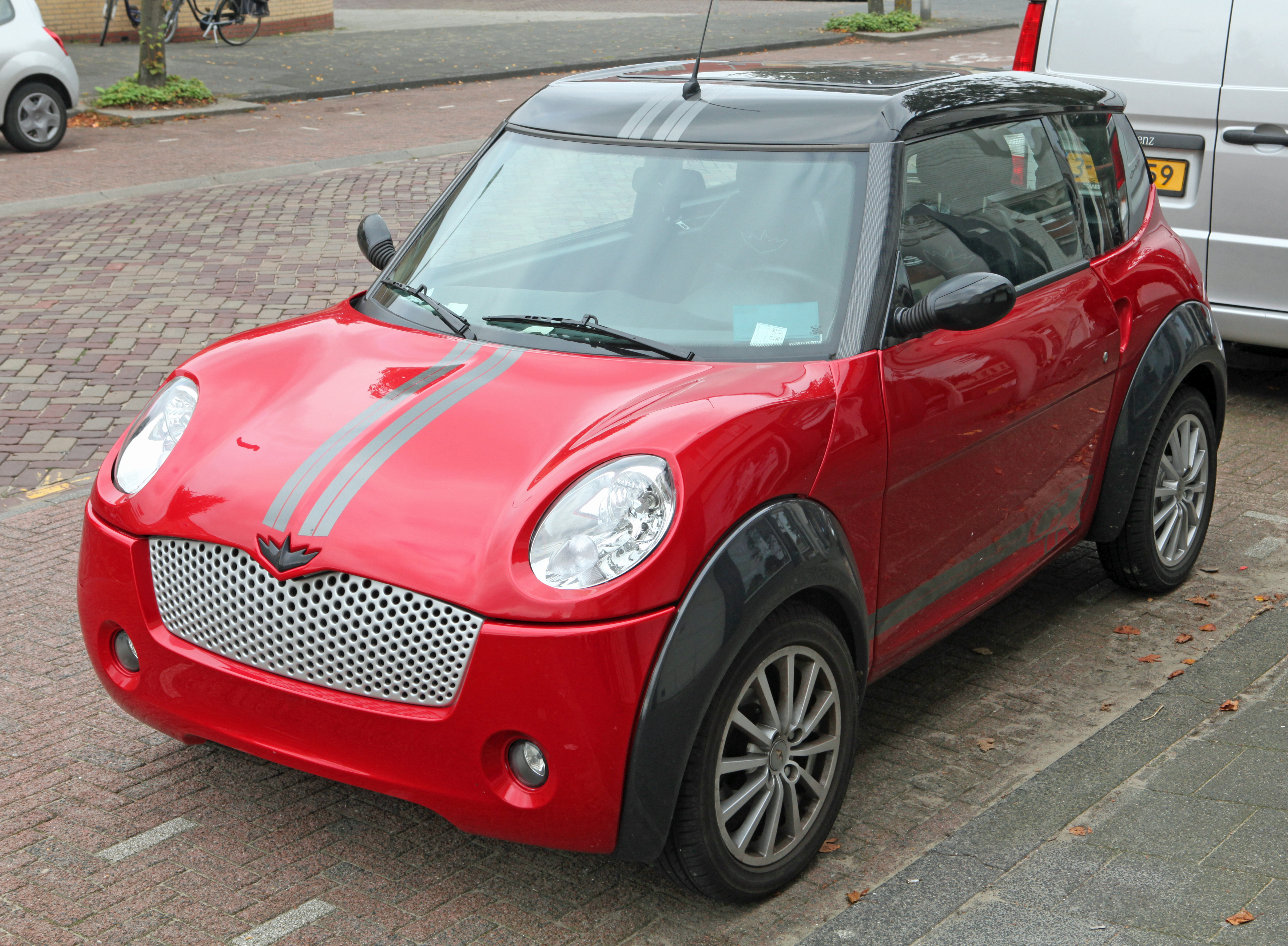
Chatenet CH 26, kinézetre a Mini Cooper fazonját idézi

Országonként változó lehet a szabályozás a mopedautókra, leginkább a fiatalabb korosztályt megcélozva, akik már a nagykorúság betöltése előtt vezethetnek ilyen járműveket, adott esetben akár jogosítvány nélkül is, mint Franciaországban. Külföldön számos olyan járműgyár létezik, amely mopedautók gyártásával foglalkozik, erre példa az AIXAM és a hozzá tartozó MEGA márka, amely 1975 óta gyárt mopedautókat, valamint a Ligier. A különféle gyártók többféle, hagyományos autókra emlékeztető külsővel, extrával és dizájnelemekkel teszik esztétikusabbá a járműveiket, így például légzsák, klíma vagy érintőkijelzős infotainment is kérhető hozzájuk.

## Gyártók
- Aixam
- Casalini
- Chatenet
- Evetta
- Grecav
- Italcar
- Jonway
- Ligier
- Melex
- Piaggio
- Renault (TWIZY)

## Fordítás
Ez a szócikk részben vagy egészben  a   Quadricycle (EU vehicle classification) című angol Wikipédia-szócikk fordításán alapul.  Az eredeti cikk szerkesztőit annak laptörténete sorolja fel. Ez a jelzés csupán a megfogalmazás eredetét és a szerzői jogokat jelzi, nem szolgál a cikkben szereplő információk forrásmegjelöléseként.